# Ingeborg Gräßle
Ingeborg Helen Gräßle (Heidenheim an der Brenz, 2 marzo 1961) è una politica tedesca.
È molto conosciuta nelle istituzioni europee per le sue battaglie riguardo alla trasparenza nei progetti europei. 
È stata membro del parlamento europeo dal 2004 al 2019. Ha fatto parte anche del Budgetary Control Committee e fa parte della CDU tedesca, aderisce al gruppo dei popolari del parlamento europeo.